# Hans-Ulrich Grapenthin
Hans-Ulrich Grapenthin (Wolgast, 2 de Setembro de 1943) é um ex-futebolista profissional alemão que atuava como goleiro, campeão olímpico.

## Títulos
Alemanha Oriental
- Jogos Olímpicos: 1976

## Ligações Externas
- Perfil na Sports Reference